# AERA DIGITAL
AERA DIGITAL（アエラデジタル）は、日本のオンラインメディア。
朝日新聞出版の刊行物であるAERA、週刊朝日、アサヒカメラ、アエラスタイルマガジン、一冊の本の記事のほか、AFPBB News、NHKテキストビュー、ダイヤモンド・オンライン、週刊東洋経済、BOOKSTAND、billboard、tenki.jpなどのサイトの記事を配信している。朝日新聞出版社サイトにある媒体資料によると、2017年6月のページビュー数は7,700万PVを突破した。
2017年5月、名称をdot.（ドット）からAERA dot.（アエラドット）に変更した。
2025年4月、名称をAERA DIGITAL（アエラデジタル）に変更した。

## 記事提供先
AERA dot.に掲載された朝日新聞出版のコンテンツは、Yahoo!ニュース、MSNニュース、スマートニュースなどの各種キュレーションメディアに配信されている。

## 不祥事
- 2018年7月27日に｢杉田水脈衆院議員の顔は『幸せに縁がない』？　観相学で見てみたら...｣との見出しで、杉田水脈議員の顔を観相学で読み解いてもらうという趣旨のインタビュー記事を掲載した。「まず全体の印象として『幸せに縁のない』お顔」といった内容に対して、ツイッターなどで疑問や批判が相次いだ[5]。7月30日、AERA dot.上で、｢内容が不適切なものであったため、同28日未明に全文を削除しました。杉田議員と関係者の皆さまにおわびいたします。｣とお詫び文を掲載し、記事を削除した[6]。
- 2020年5月5日に「『マトリ』が次に狙うセレブタレント　昨年大麻逮捕の“元女優”と同ルートか」との見出しで、ある女性タレントをマトリ（麻薬取締官）が内偵捜査中で逮捕が近いという内容の記事を配信した。記事中の「彼女が住んでいるのは、東京都心にある超高級賃貸物件。それ以前は広さ200平方メートル以上で、家賃100万円以上の物件」などの記述から、タレントのダレノガレ明美と特定可能であり、SNSで情報が拡散された[7]。7日、ダレノガレの所属事務所LIBERAは「今回のような虚偽のニュースを記事の削除をもって看過することはできないと判断し、内容証明で警告書の送付を行い、このような虚偽の記事が掲載された経緯の説明と訂正謝罪記事の掲載を求める所存です。万一、要求が通らない場合は断固として法的手段により対処して参ります」と公式サイトで表明した[8]。12日、ダレノガレは、薬物疑惑の疑いを晴らすため、自ら毛髪検査を行ったことをTwitterで報告した[9]。14日、朝日新聞出版は「記事は関係者に対する十分な取材や事実確認ができておらず、ご批判を真摯に受け止め、記事を取り消し、ダレノガレ明美氏とLIBERA株式会社に深くおわび申し上げます」との謝罪文を公式サイトに掲載した[10][11][12][13]。この謝罪文に対し、ダレノガレは不十分とし、「本当に謝罪する気持ちがあるのなら、訂正、謝罪文をしっかりネットニュースとして配信してもらいたい」などと述べた[14][15][16][17]。
- 2021年7月4日に「小泉環境相は熱海災害を『私の仕事は雨が上がった後』と他人事　菅首相は都議選『勝利宣言』準備」との見出しで、熱海市で大規模な土砂崩れが発生した3日に東京都議会議員選挙の応援演説に立った小泉進次郎環境大臣の発言を批判する記事を配信した。記事中では、小泉環境相が「これはテレビの中ですけど、静岡県の熱海で大変大きな崖崩れ、土砂崩れが発生しました」と発言したとし、「小泉環境相にとって災害は、テレビの中の出来事で、雨が上がったら対応すればいいとも聞こえる発言だった」と批判した。しかし、「テレビの中ですけど」の部分は実際には「選挙の中ですけど」と発言しているとSNSで指摘があり、AERA dot.は記事の同箇所を訂正するとともに、上記の批判も「小泉環境相にとって災害は、雨が上がったら対応すればいい、とどこか他人事のように聞こえる発言だった」に変更した。その後5日までに、AERA dot.は記事の末尾に「記者の聞き間違いで関係者の方々には大変、ご迷惑をおかけしました。お詫び申し上げます」との謝罪を追記した[18]。
- 2021年09月1日に「『バ美肉』アニメ好きの20代新婚夫婦が女子高生を『殺害』した仰天の動機」との見出しで、東京都墨田区の女子高生が殺害された事件で、逮捕された群馬県の夫婦について取り上げた内容の記事を配信した[19]。記事中の「略称で「バ美肉」と呼ばれるバーチャル美少女受肉ものが好きだという。バーチャル空間で美少女を3Dモデル、2Dアバターなどで作成。自分好みの声やコスチュームなどをアレンジして活動、美少女になりきり、かわいさを徹底追及するものだという。」などの記述に対し、この事件と両容疑者の趣味がアニメ、「バ美肉」だったことを強引に結びつけているように見えるという批判の声が上がった[20]。VR文化振興団体のNPO法人バーチャルライツは、同日Twitterで、「アニメ・バ美肉と犯罪に関連があるかのような印象を読者に与えるものであり、個人の趣味趣向に対する差別を扇動するだけでなく、自己表現の形としての性の多様性を侵害するものだと考えています。」という内容の「緊急声明」を発表し、報道に関する意見公募を行った[21]。AERA dot.は、記事のタイトルを『「バ美肉」、アニメ好きの20代新婚夫婦が女子高生を「殺害」した仰天の動機』に修正。翌日、記事のタイトルをさらに修正し、「バ美肉」「アニメ」の箇所を削除した。あわせて、「記事は重大事件の容疑者の人となりに迫ろうとしたものであり、趣味と容疑とを関連づけるものではありません。しかし、読者に誤解を与えかねないとのご指摘を受け、見出しの「『バ美肉』、アニメ好きの」は削除しました。お詫びして訂正します。」との謝罪を追記した[19]。

## 批判
- 2021年09月24日に『【独自】尾身理事長の医療法人がコロナ補助金などで311億円以上の収益増、有価証券運用は130億円も増加』との見出しで、JCHOが、コロナ補助金も含めて311億円以上の収益増だった裏で、有価証券の運用で130億円も増加したと報じた[22]。記事内では、厚労省幹部にも取材し、「コロナ関連の補助金が大部分を占めるJCHOの収益が、結果的に有価証券購入の原資として間接的に還流されているとみています。補助金収入がきちんとコロナ病床や患者医療に還元されず、有価証券などとして内部留保されていることは厚労省としても由々しき問題と考えています。尾身氏の経営判断を尊重する必要はあるのですが、自身があれだけ『医療ひっ迫』を主張する中で、このような経営は受け入れられないのではないでしょうか」と報じている[22]。しかし、JCHOの財務諸表では、有価証券の運用額685億円は「全額譲渡性預金(他人に譲渡可能な定期預金)」として計上されており[23]、実態は銀行に預けている金額を表している。よって、記事で指摘されているような預金株式などの有価証券購入の原資にあてることはできない。インターネットメディアである「SAKISIRU」では、この件について、企業会計に詳しいネット民から誤報やミスリードだとの指摘が相次いでいると報じた[24]。